# Hiromi Goto
Hiromi Goto (née le 31 décembre 1966 dans la Préfecture de Chiba, au Japon) est une écrivaine, éditrice et professeure d'écriture créative canado-japonaise.

## Biographie et éducation
Goto nait dans la préfecture de Chiba, au Japon en 1966 et immigre au Canada avec sa famille en 1969. Ils vivent sur la côte ouest de la Colombie-Britannique pendant huit ans avant de déménager à Nanton, en Alberta, une petite ville au pied des montagnes Rocheuses, où son père cultive des champignons. Goto obtient son baccalauréat en anglais de l'Université de Calgary en 1989, après avoir reçu des cours de création littéraire d'Aritha Van Herk (en) et de Fred Wah.
La grand-mère de Goto lui racontait des histoires japonaises pendant son enfance. Son travail est également influencé par la vie de son père au Japon et les histoires qu'il racontait, qui mettaient souvent en scène des fantômes et des créatures folkloriques telles que le kappa - une petite créature avec un corps de grenouille, une carapace de tortue et une tête en forme de bol.
Goto a été écrivaine en résidence dans de nombreuses institutions, dont l'Université Athabasca (2012-2013), l'Université de l'Alberta (2009-2010), l'Université Simon Fraser (2008), la Bibliothèque publique de Vancouver (2007) et l'Emily Carr University of Art and Design de Vancouver. Elle a été co-invitée d'honneur de la convention de science-fiction WisCon 2014 à Madison, Wisconsin, où elle a donné un discours  sur ses expériences d'écrivaine.

## Œuvre et thèmes
Les écrits de Goto explorent, dans les genres de la fantaisie et de l'horreur, les thèmes de la race, du genre, des expériences culturelles (par exemple, l'alimentation) et de la réalité,.
Son premier roman, Chorus of Mushrooms,recoit en 1995 le Commonwealth Writers' Prize Best First Book Canada and Caribbean Region' et est co-lauréat du Canada-Japan Book Award. Il est aussi publié en Israël, en Italie et au Royaume-Uni. En 2001, Goto reçoit le Prix Otherwise et fait partie des présélectionnés pour le Commonwealth Writer's Prize, le Best Book Award, le Sunburst Award et le Spectrum Award.
Chorus of Mushrooms a pour sujets trois générations de femmes japonaises au Canada, à la recherche d'une identité au milieu de l'aliénation et d'un pays d'accueil souvent hostile. Le roman explore les perspectives diverses et contradictoires de ces personnages, et leur assimilation dans la culture majoritaire. À travers un mélange homogène de mémoire, d'histoire et de mythe, il développe une conversation puissante sur ce que signifie l'appartenance. Goto y parle d'une expérience diasporique, de conflits culturels qui concernent des domaines allant de la nourriture à l'hygiène en passant par la langue, et le prix payé pour nier ses origines.
Dans Shadow Life, Hiromi Goto traite du vieillissement et de la vie de personnes âgées immigrées.

## Publications
- The Skin on Our Tongues. Calgary: Absinthe, 1993. (co-éditrice)
- Chorus of Mushrooms. Edmonton: NeWest, 1994  (ISBN 978-0920897539).
- The Water of Possibility. Regina: Coteau, 2001.  (ISBN 1-55050-183-6).
- The Kappa Child. Red Deer, AB: Red Deer, 2001  (ISBN 978-0889952287).
- The Water of Possibility. Regina: Coteau Books, 2002  (ISBN 978-1550501834).
- Hopeful Monsters. Vancouver: Arsenal Pulp Press, 2004  (ISBN 978-1551521572).
- Half World. Puffin Canada, 2009.  (ISBN 978-0-670-06965-1).
  - Traduction française: Entremonde. Paris : J'ai lu, 2010 (traduction par Marie de Prémonville)  (ISBN 978-2290023822).
- Darkest Light. Puffin Canada, 2012.  (ISBN 978-0-670-06527-1).
- Shadow Life (bande dessinée, dessin : Ann Xu). New York: First Second Books, mars 2021  (ISBN 978-1626723566).